# Flugplatz Geçitkale

i8
i11
i13
Der Flugplatz Geçitkale (türkisch Geçitkale Havaalanı, griechisch Αεροπορική Βάση Λευκόνοικου, IATA-Code: GEC, ICAO-Code: LCGK) ist ein Militärflugplatz in Lefkoniko (Geçitkale) in der Türkischen Republik Nordzypern im Distrikt Gazimağusa rund 53 Kilometer östlich von Nikosia (Lefkoşa). Geçitkales einzige Landebahn, 09/27, ist 2850 m lang und 45 m breit.
Der 1974 erbaute Flugplatz wird durch die türkische Luftwaffe genutzt. Für den zivilen Flugverkehr ist er per NOTAM (Notice(s) to Airmen) geschlossen. Während der renovierungsbedingten Schließung des Flughafens Ercan von September 2002 bis Mai 2004 diente er als ziviler Flughafen von Nordzypern.

## Weitere Nutzung
Im Februar 2008 fanden erste Verhandlungen zur Privatisierung des Militärflugplatzes statt. Das geplante Investitionsvolumen wurde 2008 mit rund 58 Mio. Euro angegeben. Zurzeit sind keine weiteren Ergebnisse bekannt geworden.